# NGC 365
NGC 365 là một thiên hà xoắn ốc có rào chắn trong Chòm sao Ngọc Phu. Nó được phát hiện vào ngày 25 tháng 11 năm 1834 bởi John Herschel. Nó được Dreyer mô tả là "mờ nhạt, nhỏ, tròn, dần dần sáng hơn một chút." 